# 신현수 (신학자)
신현수(1954년 9월 1일~2024년 2월 23일)는 대한민국의 신학자이자 목회자이다. 평택대학교 피어선신학전문대학원 조직신학 교수와 부총장을 역임하였다. 기독론 연구와 기독교교육, 그리고 개혁신학, 현대신학,  볼프하르트 판넨베르크 신학의 전문가로 평가받는다.

## 학력
- Glasgow University 조직신학, Ph. D.
- 아세아연합신학대학원 조직신학, Th. M.
- 합동신학대학원 목회학, M. Div.
- 연세대학교 철학/법학과, B. A.

## 경력
- 평택대학교 부총장
- 한국복음주의조직신학회 회장
- 한국인문사회과학회(학술지: 현상과 인식) 회장
- 평택샬롬나비 공동대표
- 평택대학교회 담임목사
- 한국개혁신학회(학술지: 한국개혁신학) 연구이사